# حسنک
حسنک فیلمی به کارگردانی مهستی بدیعی و نویسندگی قدرت‌الله صلح‌میرزایی و سعید سلطانی محصول سال ۱۳۷۰ است.

## بازیگران
- سعید شیخ زاده
- توران قادری
- تورج نصر
- رشید اصلانی
- جمشید رفیعی راد
- علی واحدی
- مهدی ابراهیمی
- یوسف میرکیانی
- احمد نادری
- کمال سیدمحسن
- مریم قاسمی
- رسول قربان پور
- ابراهیم تقی دوست
- سودابه بانکی